# Искра (Пловдивская область)
Искра (болг. Искра) — село в Болгарии. Находится в Пловдивской области, входит в общину Первомай. Население составляет 1481 человек.

## Политическая ситуация
В местном кметстве Искра, в состав которого входит Искра, должность кмета (старосты) исполняет Димитр Иванов Несторов (независимый) по результатам выборов.
Кмет (мэр) общины Первомай — Ангел Атанасов Папазов (коалиция партий: «Союз свободной демократии», «Земледельческий народный союз») по результатам выборов.